# Tomica Popović
Tomica Popović, hrvaški general, * 26. november 1915, † 23. januar 1966.

## Življenjepis
Popović, podčastnik VKJ, se je leta 1941 pridružil NOVJ in KPJ. Med vojno je bil poveljnik več enot, med drugim 1. bataljona 2. proletarske brigade, 19. in 46. divizije,...
Po vojni je bil poveljnik divizije in korpusa.